# Cuilo (biflöde till Kwango)
Cuilo är ett vattendrag huvudsakligen i Angola, ett biflöde till Kwango. Det rinner genom den norra delen av landet, 500 kilometer nordost om huvudstaden Luanda. Det nedre loppet bildar gräns mot Kongo-Kinshasa.